# Ramón Medina Bello
Ramón Medina Bello (Gualeguay, Argentina, 29 d'abril de 1966) és un futbolista argentí retirat que jugà disset partits amb la selecció de l'Argentina.